# Peek & Cloppenburg (Hamburg)

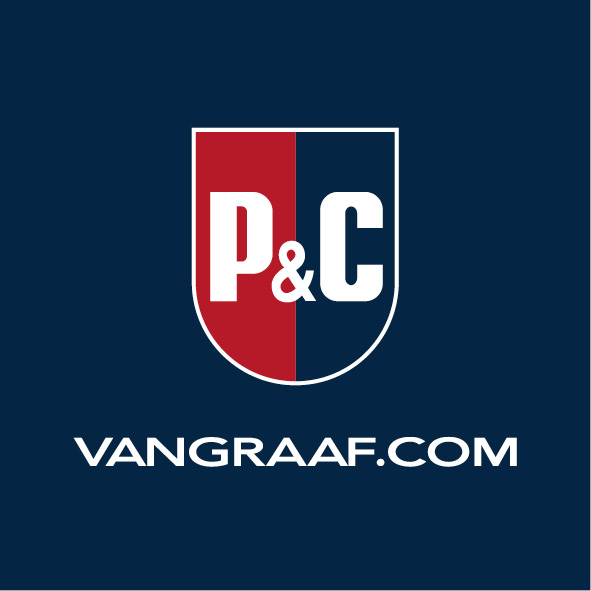
Neues Logo der Peek & Cloppenburg Hamburg

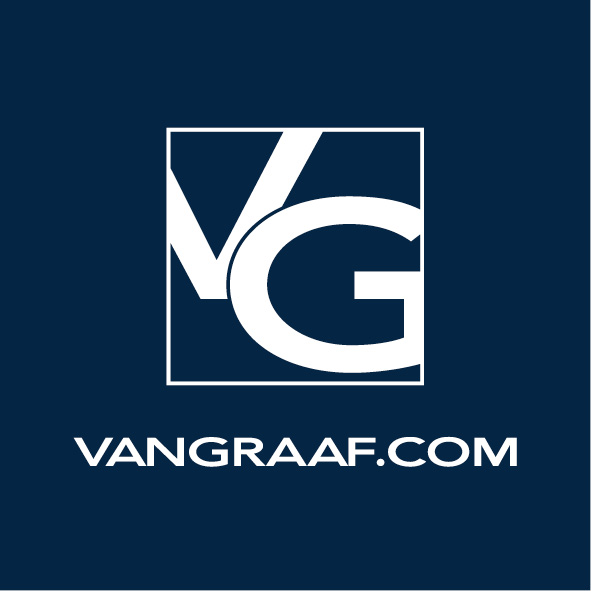
Logo VAN GRAAF

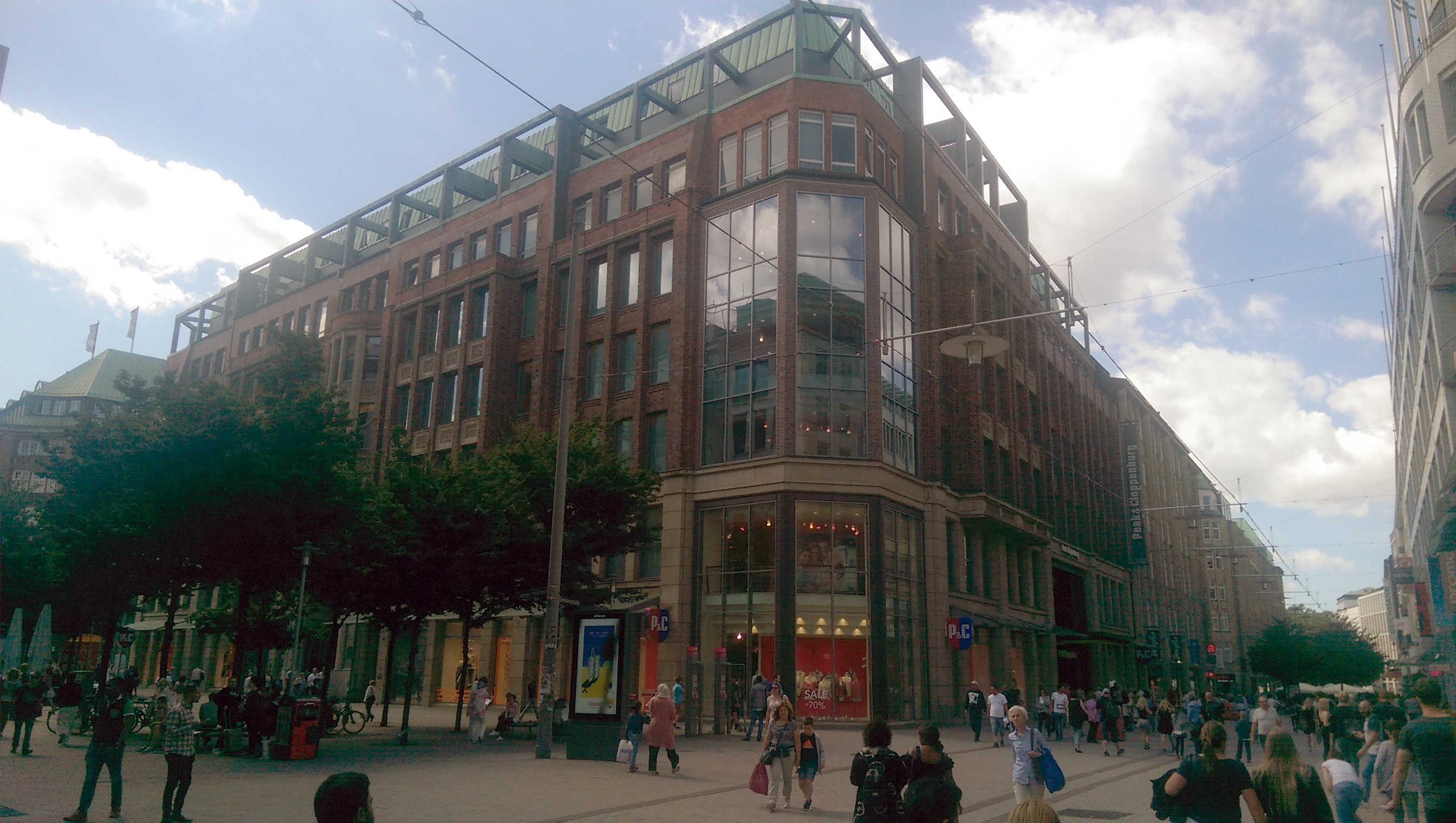
Die Zentrale im Hamburger Südseehaus (2017)

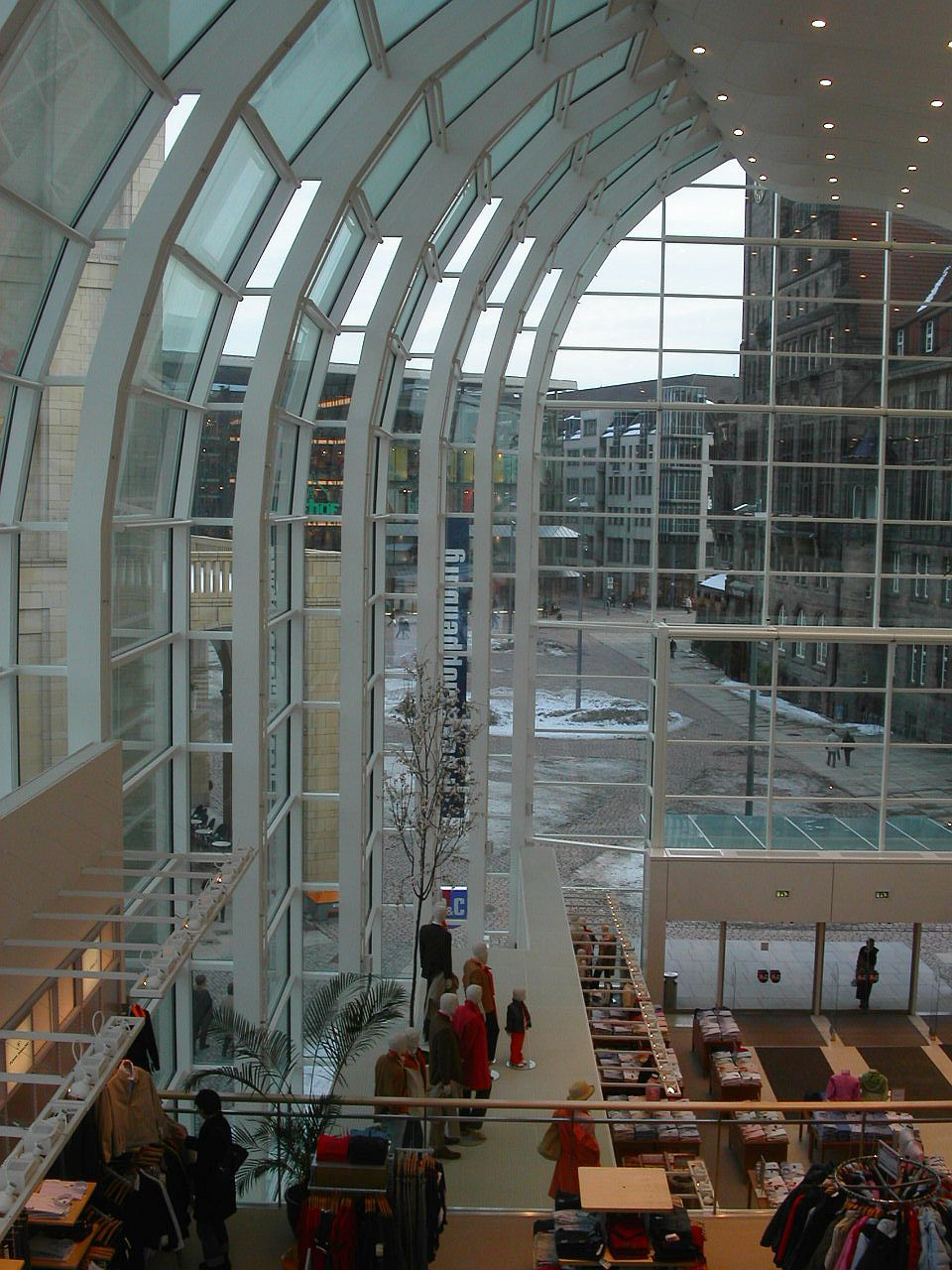
Haus Chemnitz der Peek & Cloppenburg KG Hamburg (2005)

Peek & Cloppenburg ist eine Bekleidungshauskette mit Sitz in Hamburg. Es gibt zwei unabhängige Unternehmen Peek & Cloppenburg mit ihren jeweiligen Hauptsitzen in Düsseldorf und Hamburg.

## Geschichte
Am 12. März 1912 wurde das erste Peek & Cloppenburg-Geschäft durch Anton Cloppenburg und Paul Schröder im Büro- und Geschäftshaus Alsenhof am Graskeller in Hamburg eröffnet. Anton Cloppenburg (1886–1967) war der Sohn von Heinrich Cloppenburg, einem der beiden Gründer von Peek & Cloppenburg (Düsseldorf), das sein Bruder James zu diesem Zeitpunkt bereits führte, und gleichzeitig der Schwiegersohn des anderen Firmengründers Johann Theodor Peek.
Unverzüglich begann der Aufstieg des jungen Hamburger Unternehmens, für das die industrielle Produktion und die Einführung einheitlicher Konfektionsgrößen maßgebliche Motoren waren. 1937 wurden die Abteilungen für Damen- und Mädchenbekleidung zusätzlich zu dem Herren-Sortiment geschaffen. 1939 wurde die Firma in eine Kommanditgesellschaft umgewandelt. Gleichzeitig übernahm Fritz Cloppenburg (1914–2003, Sohn von Anton Cloppenburg) als persönlich haftender Gesellschafter die Geschäftsführung. 1946 folgte Alfred Schröder als gleichberechtigter und persönlich haftender Partner. Nach Zerstörung des Alsenhofes 1943 wurden 1949 neue Geschäftsräume im Südseehaus angemietet und bezogen. 1958 erfolgte eine durchgreifende Modernisierung dieses Hauses, in dem sich noch immer die Firmenzentrale befindet.
Eine weitere Niederlassung wurde 1958 in Bremen eröffnet.
Ab den 1970er-Jahren bis zum Ende des 20. Jahrhunderts folgten Filialen in Braunschweig, Hannover, Kiel, Hildesheim, Bielefeld, Chemnitz, Flensburg, Osnabrück, Paderborn, Dresden, Stralsund, Rostock, Lüneburg, Norderstedt, Münster und Kassel. Der zweite Generationswechsel fand Ende der 1970er-Jahre statt, als Dirk Schröder und James Cloppenburg (1948–2023, Sohn von Fritz Cloppenburg) als persönlich haftende Gesellschafter in das Unternehmen eintraten. 1992 zogen Warenannahme und Änderungsateliers in einen Neubau in Hamburg-Allermöhe.
Nachdem die alten Lagerflächen in Hamburg-Allermöhe zu klein wurden, bezog das Unternehmen 2009 ein neues Logistikzentrum in Reinbek bei Hamburg. Alle Häuser der Unternehmensgruppe wurden an dieses Depot-Lager angeschlossen.

## Verbreitung
Die Unternehmensgruppe Peek & Cloppenburg KG in Hamburg vereint die zwei Handelskonzepte Van Graaf GmbH & Co. KG in Wien und Peek & Cloppenburg KG in Hamburg. Beide Unternehmen sind in unterschiedlichen Märkten präsent. Die Peek & Cloppenburg KG in Hamburg ist in Deutschland an 23 Standorten in den nördlichen und östlichen Bundesländern, nicht jedoch im Berliner und Leipziger Raum, vertreten.

### Van Graaf GmbH & Co. KG
Die Firma Van Graaf (Eigenschreibweise VAN GRAAF) ist ein Tochterunternehmen der Peek & Cloppenburg KG in Hamburg. Es hat sich in den letzten Jahren in Polen, Tschechien, Ungarn, Österreich und der Schweiz etabliert.
Aus den deutsch-niederländischen Wurzeln ging die Van Graaf GmbH & Co. KG mit Sitz in Wien hervor. Das erste Verkaufshaus wurde im polnischen Breslau eröffnet, gefolgt von weiteren Standorten in Łódź (2006) und Warschau, Posen (2007), Stettin und Kattowitz (2011), in Tschechien in Prag (2010) sowie in Ungarn in Budapest und in der Schweiz in Spreitenbach.
Im Jahr 2019 ist ein neues Verkaufshaus in Riga (Lettland) hinzugekommen und das Haus in Wien (Österreich) wurde geschlossen.

### Onlineshop
Im Jahr 2012 eröffnete die Peek & Cloppenburg KG Hamburg den Onlineshop vangraaf.com.